# Cérizols
 Cérizols  ist eine französische Gemeinde mit 140 Einwohnern (Stand 1. Januar 2022) im Département Ariège in der Region Okzitanien; sie gehört zum Arrondissement Saint-Girons und zum Kanton Portes du Couserans.

## Bevölkerungsentwicklung
| Jahr      | 1962 | 1968 | 1975 | 1982 | 1990 | 1999 | 2008 | 2016 |
| Einwohner | 174  | 190  | 175  | 156  | 145  | 138  | 153  | 143  |